# Офелія Гільмаїн
Офелія Пуерта Гільмаїн (ісп. Ofelia Puerta Guilmáin; 17 листопада 1921, Мадрид, Іспанія — 14 січня 2005, Мехіко) — мексиканська акторка театру, кіно та телебачення.

## Життєпис
Народилася 17 листопада 1921 року у Мадриді. Після завершення громадянської війни, під час якої втратила брата і сестру, вимушена була емігрувати до Мексики. 1941 року вступила у шлюб з Лусіло Гутьєрресом, у пари народилися четверо дітей — Хуан, Лусія, Маргарита та Естер. Після розлучення її чоловіком став Едуардо Флореса де Меса, шлюб з яким також завершився розлученням. У різні роки мала стосунки з актором Хосе Гальвесом та художником Давидом Альфаро Сікейросом. 
Із 1941 року успішно знімалася в кіно, співпрацюючи з Луїсом Бунюелем та іншими режисерами. 1952 року отримала мексиканське громадянство. В останні десятиліття життя присвятила себе театру. На телебаченні зіграла у великій кількості теленовел. Троє з її дітей також стали акторами: Хуан Феррара (нар. 1941), Лусія Гільмаїн (1942—2021) та Естер Гільмаїн (нар. 1945). Онуки акторки — актори Хуан Карлос Бонет та Маурісіо Бонет, сини Хуана Феррари від шлюбу з акторкою Алісією Бонет, Оскар Ортіс де Пінедо і актор Педро Ортіс де Пінедо, сини Естер Гільмаїн від шлюбу з актором Хорхе Ортісом де Пінедо, та футболіст Рауль Орваньянос-мододший, син Лусії Гільмаїн від шлюбу з футболістом та спортивним телекоментатором Раулем Орваньяносом.
Офелія Гільмаїн померла 14 січня 2005 року у Мехіко в 83-річному віці від дихальної недостатності, спричиненою пневмонією.

## Вибрана фільмографія
| Рік       |    | Українська назва            | Оригінальна назва          | Роль                               |
| --------- | -- | --------------------------- | -------------------------- | ---------------------------------- |
| 1959      | ф  | Назарін                     | Nazarin                    | Чанфа                              |
| 1959      | с  | Тенета кохання              | Cadenas de amor            | Ана Марія                          |
| 1962      | ф  | Ангел-винищувач             | El ángel-exterminador      | Хуана Авіла                        |
| 1963      | с  | Донья Макабра               | Doña Macabra               | Деметрія                           |
| 1968      | ф  | Троянки                     | Las troyanas               | Гекуба                             |
| 1968      | с  | Каудильйо                   | Los caudillos              | Феліпа                             |
| 1970      | с  | Єсенія                      | Yesenia                    | Тріфенія                           |
| 1970—1971 | с  | Кішка                       | La gata                    | Лоренса Мартінес Негрете           |
| 1971      | ф  | Сад тітки Ісабель           | El jardín de la tia Isabel | Ксенета                            |
| 1973      | с  | Моє перше кохання           | Mi primer amor             | донья Хулія                        |
| 1974      | тф | Дім Бернарди Альби          | La casa de Bernarda Alba   | Бернарда Альба                     |
| 1976      | ф  | Селестіна                   | Celestina                  | Селестіна                          |
| 1977      | с  | Весільний марш              | Marcha nupcial             | Луїса                              |
| 1978      | ф  | Патрульний 777              | El patrullero 777          | жорстока дружина                   |
| 1980      | с  | Божественна Сара            | La divina Sarah            | Сара                               |
| 1987      | с  | Єсенія                      | Yesenia                    | Магента                            |
| 1990      | с  | Дні без Місяця              | Dias sin luna              | донья Карлотта Парланге            |
| 1993      | с  | Валентина                   | Valentina                  | донья Федеріка Алькантаро          |
| 1996      | с  | Марісоль                    | Marisol                    | Саміра                             |
| 1996      | с  | Запалений факел             | La antorcha encendida      | донья Макарія де Сото              |
| 1997      | с  | Душа не має кольору         | El alma no tiene color     | Аліна дель Аламо                   |
| 1997—1998 | с  | Розлучені                   | Desencuentro               | Ховіта                             |
| 1998      | с  | Живу заради Елени           | Vivo por Elena             | Лус                                |
| 2000      | с  | Кохатиму тебе завжди        | Siempre te amaré           | Урсула Кастельянос                 |
| 2002      | с  | Інша                        | La otra                    | Сабіна де Окампо                   |
| 2004      | с  | Мій гріх — у любові до тебе | Amarte es mi pecado        | донья Ковадонга Лінарес де Алмазан |

## Нагороди
TVyNovelas Awards:
- 1991 — Найкраща роль у виконанні заслуженої акторки (Дні без Місяця).